# Frans 4. af Modena
Frans 4. af Modena (født 6. oktober 1779, død 21. januar 1846) fra Huset Østrig-Este blev den næstsidste hertug af Hertugdømmet Modena.

## I landflygtighed
Frans 4. af Modena var dattersøn af Herkules 3. af Modena, der blev den sidste hertug fra landets gamle hertugslægt (slægten Este). Da hertug Herkules døde i 1803 skulle datteren og svigersønnen (Maria Beatrice af Este og Ferdinand af Østrig-Este) egentligt have overtaget tronen. 
Efter de franske sejre i Revolutionskrigene blev Modena i 1796 indlemmet i Cispadanske Republik, der var fransk lydstat. I 1797 blev området en del af Cisalpinske Republik, der senere blev afløst af andre franske lydstater i Italien. Ferdinand af Østrig-Este døde i 1806, og han kom aldrig til at regere i Modena. 
Efter Napoleon 1. af Frankrigs flugt i 1814 mistede Frankrig kontrollen over Italien, og i 1815 fik Maria Beatrice af Este fik tildelt Massa og Carrara samt Lunigiana, som hun beholdt til sin død i 1829. I 1815 blev Maria Beatrices søn indsat som hertug Frans 4. af Modena, Reggio og Mirandola.

## Familie
I 1812 gav paven Frans 4. af Modena en dispensation, så han kunne gifte sig med Maria Beatrice af Savoyen, der var hans søsterdatter.
Maria Beatrice og Frans 4. fik fire børn:
- Maria Theresia (1817–1886) var gift med Henrik, greve af Chambord, der var sønnesøn af kong Karl 10. af Frankrig. Ægteskabet var barnløst. Frem til sin død i 1883 var Henrik, greve af Chambord prætendent til den franske trone.
- Frans 5. (1819–1875) var hertug af Modena i 1846–1859. Han var gift med en datter af Ludvig 1. af Bayern. Ægteskabet var barnløst.
- Ferdinand Karl Viktor (1821–1849) var gift med Elisabeth Franziska af Østrig-Ungarn. De fik een datter: Marie Therese af Østrig-Este (1849–1919), (gift med kong Ludwig 3. af Bayern).
- Maria Beatrix (1824–1906) var gift med Don Juan Carlos María Isidro de Borbón (Juan, greve af Montizón), der var carlisternes tronprætendent i 1860–1868, og fransk prætendent i 1883–1887. Maria Beatrix og Don Juan Carlos fik to sønner.

 Der er for få eller ingen kildehenvisninger i denne artikel, hvilket er et problem. Du kan hjælpe ved at angive troværdige kilder til de påstande, som fremføres i artiklen.